# Tonino Benelli
Tonino Benelli, all'anagrafe Antonio (Pesaro, 8 aprile 1902 – Riccione, 27 settembre 1937), è stato un pilota motociclistico italiano.

## Biografia

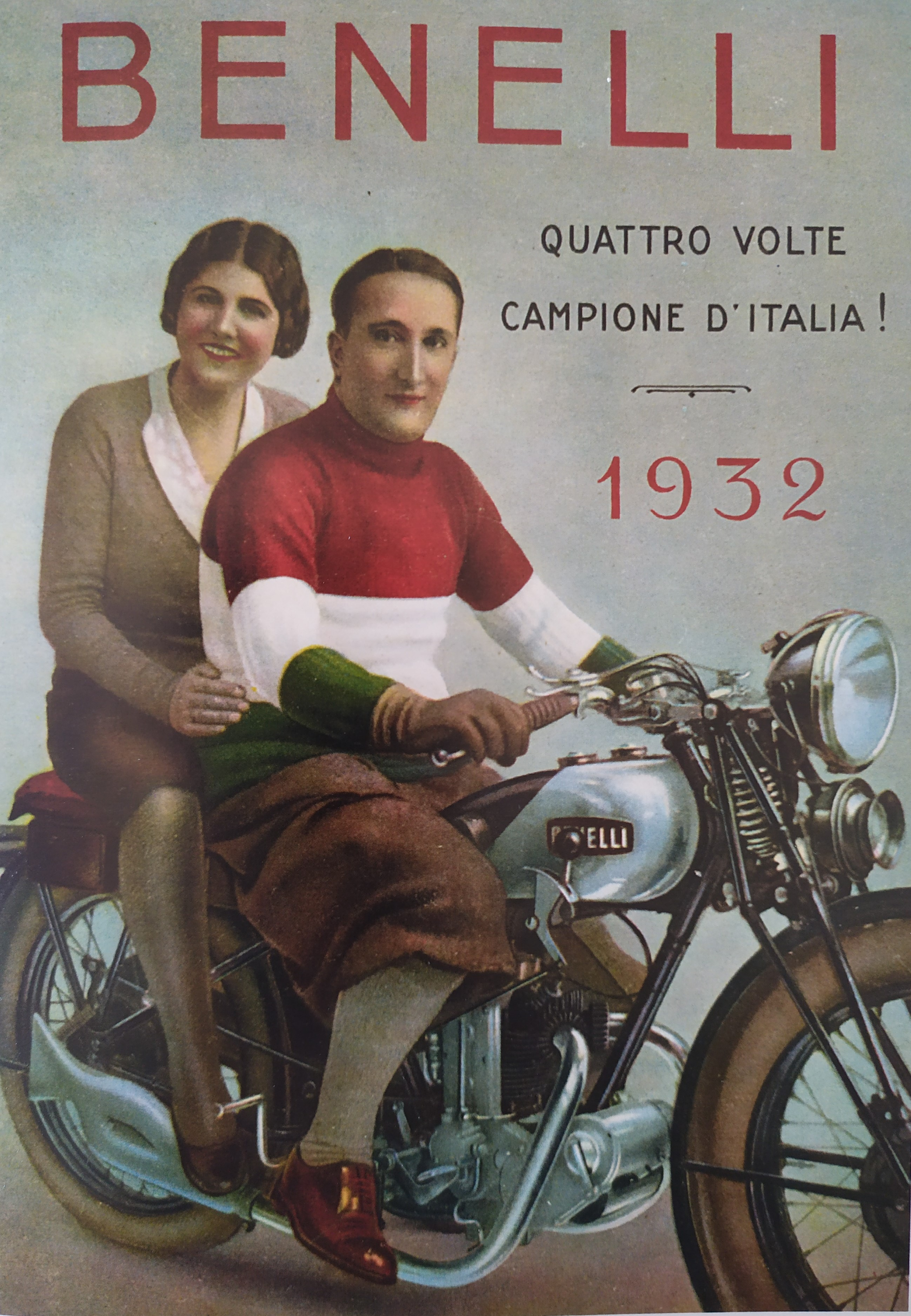
Tonino Benelli con la moglie in un manifesto pubblicitario del 1932

Ultimo dei sei fratelli Benelli, fondatori della famosa casa motociclistica di Pesaro, ha debuttato nel mondo del motociclismo nel 1923 e tra i vari successi ha vinto quattro titoli italiani della classe 175 nel 1927-1928-1930-1931 in sella ad una Benelli 175, evolutissima per quei tempi con motore monocilindrico con distribuzione a cascata d'ingranaggi e albero a camme in testa, progettata dal fratello maggiore Giuseppe Benelli. Nel 1932 ottiene il secondo posto nella prova unica valida per il Campionato d'Europa FICM vinto dal suo compagno di squadra Carlo Baschieri in sella ad una 250 bialbero. Nello stesso anno, Tonino incorrerà in un gravissimo incidente sul Circuito del Tigullio, che lo costringerà a ritirarsi per sempre dalle competizioni. Fra i suoi innumerevoli successi i più prestigiosi sono: un Gran Premio di Francia, quattro Gran Premi delle Nazioni, tre Circuiti del Lario, due Gran Premi del Moto Club d’Italia e due Gran Premi Reale Roma.
Tonino Benelli, dopo aver rischiato la vita su tutti i circuiti d'Italia e di mezza Europa, perderà la vita in un banale incidente stradale il 27 settembre 1937 all'età di 35 anni; di ritorno da Rimini, in sella a una Benelli "500 Sport", in prossimità della curva San Lorenzo di Riccione si scontrerà frontalmente con una vettura proveniente dal senso contrario, l'impatto non darà scampo al campione pesarese che perderà la vita sul colpo. Il clamore della sua scomparsa riecheggerà per settimane sui media dell'epoca. 
A suo nome è stato intitolato lo Stadio Tonino Benelli della città di Pesaro.
Nel 2021 è stato dedicato al campione pesarese un docufilm intitolato "Benelli su Benelli", prodotto dalla Genoma Film di Bologna, sceneggiatura di Annapaola Fabbri e regia di Marta Miniucchi. Ha partecipato alla 78.ma Mostra del Cinema di Venezia nel settembre dello stesso anno, con una proiezione organizzata dalle Giornate degli Autori e dall’Isola di Edipo.